# Špony na nehty
Technika orthonyxie (výraz pochází z řeckého slova orthos, znamená rovně nebo správně, a onyx je v řečtině nehet), tedy opravy nehtů, která se provádí nasazením špon z kovových drátů nebo vzpružin, sleduje následující cíle: uvést do původního tvaru tvar nehtu a nehtového lůžka u zdeformovaných, vyklenutých nebo srolovaných nehtů pomocí působení páky, případně vzpružiny, špony a to po delší dobu. U zdeformování, která se již nedají opravit, dosáhnout následkem neustálého tahu špony trvalého odlehčení nehtového záhybu a tím odstranit příčinu existujících obtíží.
Onychocryptosis neboli změna nehtu je následkem onemocnění a může mít následující příčiny: trvalý, lehký tlak punčochy nebo boty způsobí zdeformování nehtu; vyschnutí substance nehtu s postupujícím stářím; vyschnutí následkem příliš dlouhé destičky nehtu; poruchy látkové výměny a při nemocích jako je cukrovka; působením lupénky (prosiasis) zasahující do nehtu; plíseň. Destička nehtu se také zdeformuje, jestliže je po delší dobu fixovaná do určitého tvaru. Této vlastnosti využívá orthonyxie pro opravu deformací nehtu a to pomocí poměrně malých sil, které působí delší dobu v protisměru deformace.

## Historie
V Anglii navrhl pan Rosenstein v roce 1938 provrtání nehtu a protažení chirurgické šňůrky jako u bot. V roce 1962 použil pan Frasser, který byl původně dentistou, pružný kulatý drát z chromooceli pro své špony. Mohl již zhotovovat individuální špony, které působily tlakem i vztahem. Jeho metoda byla v dalších letech vyvíjena a dnes se používají pružné kovové nebo plastické pásky, nebo jejich kombinace. Dnes jsou známé VHO-špony, BS-špony, zlaté špony a onyclip špony a Erki-technika.

## Základy použití ortonyxie
Této techniky se má použít pouze tehdy, jestliže se běžným způsobem ošetření (čistění) valu mechanickou cestou nedosáhlo žádaného účinku. Náklady by měly být co nejmenší. Nejnižší náklady na špony jsou s oboustrannou Fraserovou šponou, ale její upevnění a zhotovení je pro laika dost obtížné. Proto se prosadily špony VHO, dnes drátkové špony, které jsou sice o něco dražší v nákupu, ale mají výhodu polotovaru a jednodušší a kvalitnější upevnění. V některých případech se doporučuje pro zesílení nehtu zhotovit částečnou protézu nehtu. Toto zesílení (protéza) nehtu je tak zvaná „štětečková metoda“. Hodí se pro šupinaté nehty, lámavé nehty a hodně tenké nehty ke zvýšení stability nehtu. Osvědčil se i tzv. nehtový klín a nebo zasunutí silikonové trubičky mezi val a nehet. Díky ortonyxie se naráz dosáhnou dva cíle: tah špony způsobí neustálé odlehčení tlaku na nehtový val a zbaví pacienta bolesti a za druhé se zmenší zaoblení nehtu a nehtového lůžka a nehet se zarovnává.
V Německu jsou špony k odstranění deformací nehtů a bolestí pacientů placeny nemocenskými pojišťovnami a uznávány lékařskou komorou. VHO-Osthold-špona je zhotovena ze tří dílů a byla již průmyslově předhotovená. Tato špona je lepší alternativa k operativním zákrokům dle školní medicíny. Dnes je tato špona vyráběna a prodávána firmou 3TO GmbH, Gehwol GmbH, firmou Marsal a podobná špona VHO. Byla opětně vylepšena a zjednodušena práce jí připravit a nasadit zákazníkovi. Cílem šponovaní je dosáhnout přirozeného růstu nehtu při dlouhodobém použití špony, ale i okamžitému odstranění bolesti a spontánnímu odlehčení u pacientů. Zároveň může i silně srolované nehty pomocí 3TO-terapie léčit a vyléčit.

## Terapie nebo chirurgický zákrok
Pan MUDr. Harrer srovnal ve své disertační práci 3TO-terapii a terapii dle školní medicíny a došel k překvapivým závěrům, které měly vliv na přijmutí této metody do programu státních i soukromých pojišťoven v Německu a i jinde v západní Evropě. Bylo vybráno 41 pacientů, 21 pacientů bylo ošetřováno konzervativní metodou pomocí 3TO špony a 20 pacientů prodělalo lékařský chirurgický zákrok. Průměrné stáří pacientů bylo 28 až 34 let. Před ošetřením byla průměrná bolest u pacientů na skále o 100 bodech v první skupině v klidu 19 a při zátěži 42, ve druhé skupině v klidu 17 a při zátěži 55 bodů. Tím byly tyto dvě skupiny srovnatelné. Po jednom týdnu byl následující výsledek: druhá skupina po operaci měla ještě 50 bodů na stupnici bolesti, šponová skupina jen 10 bodů. Po 6 až 12 měsících byli pacienti znovu dotázáni a výsledek byl následující: průměrně byli pacienti u obou skupin 6x konzultováni. Pacientům se šponami byly tyto 2,6x posunuty. Pacienti mohli po 0,7 dnech chodit bez bolestí, v operativní skupině teprve po 19,4 dnech. Chodit v botách bez bolesti mohli pacienti první skupiny po průměrně 8 dnech, operovaní až v průměru po 57 dnech.
Všech 21 pacientů se šponami nenacházeli špony jako nepříjemnost a nedošlo k žádné komplikaci. Jeden pacient po operaci ji musel prodělat ještě jednou kvůli silnému krvácení. Návratnost byla u první skupiny 19% (4/21), jeden pacient zůstal ještě v ošetření, ale se značně zlepšeným stavem. U operační skupiny byla návratnost 15 % (3/20). Zde je třeba brát v úvahu, že zde byli pacienti, kteří se nové operaci už nechtěli podrobit a nejsou ve statistice obsaženi. Není zde také návratnost po dvou či třech letech. Průměrná pracovní neschopnost u skupiny první se šponami byla 0, u skupiny po operativním zákroku byla neschopenka průměrně 14,2 dnů.[zdroj?] Vzniklé náklady u zaměstnanců (náklady na terapii a personální náklady vzniklé pracovní neschopností).

## Výsledky
Podle zjištěných údajů je terapie pomocí 3TO-špon málo bolestná konzervativní metoda s nízkou návratností. Pacienti nejsou v běžném životě omezováni a nezpůsobují pracovní neschopnost. Tato studie byla provedena v roce 2002 na univerzitě Norimberk-Erlangen. Dalším zlepšením špon a jejich zlevněním v nákupu se snížily náklady na 3TO-terapii o ca. 30 % na ca. 170 € v průměru na pacienta. Jelikož je 3TO-špona ze tří dílů, dá se zlehka nasadit do jakéhokoliv místa na nehtu a i u těžkých případů s hypergranulací. Mezitím již bylo v Německu aplikováno 300 000 drátkových a 3TO špon a mnozí pacienti byli uchráněni od bolestivé operace. V Německu pracují se šponami lékaři i podologové.
Další zdokonalení a varianta 3TO-špony je Podofix aktivní nalepovací špona Combiped špona. Pro každý případ je třeba najít tu optimální šponu. Která špona je ta správná pro různé deformace a různá ošetření? Podofix aktivní nalepovací špona se hodí především pro tenké nehty a lehké případy zarostlých nehtů. Drátková špona a Combiped špona se uplatní především u nehtů, kde se dá špona zavěsit z obou stran a nebo jen z jedné. Šponami se dají od srolovaného nehtu až po silně zarostlé nehty ošetřit skoro veškeré případy. Na drátkové špony je ale zapotřebí speciální proškolení.